# Dan Houdek
Dan Houdek (* 21. srpna 1989, Plzeň) je český profesionální fotbalista, brankář, který v současné době hraje za tým FK Rokycany.
S fotbalem začal v současném klubu FC Viktoria Plzeň ve svých 6 letech. V roce 2003 byl poslán do klubu SK Slavia Vejprnice, po 2 letech strávených ve Vejprnicích se vrátil zpět tam kde začal. Sezóna 2007/2008 byl pro Dana velice úspěšná. V kategorii U19 získal mistrovský titul a byl přiřazen do "A" týmu Viktorie. Šanci zde však nedostal, a tak putoval na hostování do Čáslavi. Po ukončení hostování z Plzeňského celku odešel. Od roku 2011 hraje v nižších českých soutěžích.

## Klubové statistiky
| Sezona    | Země  | Klub              | Soutěž  | Zápasy | Góly |
| --------- | ----- | ----------------- | ------- | ------ | ---- |
| 2008/2009 | Česko | FC Viktoria Plzeň | 1. liga | 0      | 0    |
| 2009/2010 | Česko | FK Čáslav         | 2. liga | 7      | 0    |